# Leopold Karl von Kollonitsch
Leopold Karl von Kollonitsch (Komárom, 26 de outubro 1631 - Viena, 20 de janeiro 1707) foi um cardeal do século XVIII

## Biografia
Nasceu em Komárom em 26 de outubro 1631, Castelo de Komárom (atual Komárno), arquidiocese de Esztergom, Hungria. Filho do conde Ernst von Kollonitsch, comandante da fortaleza de Komáron. Seu sobrenome também está listado como Kollonitz; como Kolloniz; como Kollonich; como Collonicz; e como Kollonich Lipót. Tio do cardeal Sigismund von Kollonitsch (1727).
Cavaleiro da Soberana Ordem Militar de Malta, 1650. Participou na defesa de Candia contra os turcos em 1651. Camareiro Imperial, 1659. Castellano da ilha de Malta. Em 1654, participou da defesa de Creta e, em 1655, lutou na Batalha de Dardanelos, uma vitória para Veneza. Ele se tornou um Cavaleiro Hospitalário em 1658 e foi nomeado Prior e Castelão da Ordem de Mailberg, baseado em Schloss Mailberg. Logo ele também estava no comando de Eger na Boêmia. Entrou no estado eclesiástico.
Ordenado, 1668.
Eleito bispo de Nyitra em 30 de abril de 1668. Consagrado em 26 de agosto de 1668, na casa dos professos jesuítas, em Viena, por Antonio Pignatelli, arcebispo titular de Larissa, auxiliado por Ferenc Szegedy, bispo de Vác, e por Lorenz Aidinger, bispo de Wiener Neustadt. Transferido para a sé de Wiener Neustadt, 19 de maio de 1670. Presidente da câmara da corte húngara, 1672. Destacou-se no segundo cerco de Viena pelos turcos, 1683. Ministro de Estado, 1692. Conselheiro imperial privado.
Criado cardeal sacerdote no consistório de 2 de setembro de 1686. Transferido para a sé de Györ em 16 de setembro de 1686. Participou do conclave de 1689, que elegeu o Papa Alexandre VIII. Recebeu o gorro vermelho e o título de S. Girolamo degli Schiavoni, em 14 de novembro de 1689. Promovido à sé metropolitana de Kalocssa-Bács, mantendo a administração de Györ, em 6 de março de 1690. Participou do conclave de 1691, que elegeu Papa Inocêncio XII. State and konferenzminister , 1692. Transferido para a sede metropolitana e primacial de Esztergom, cessando como administrador de Györ, em 22 de agosto de 1695. Não participou do conclave de 1700, que elegeu o Papa Clemente XI.
Morreu em Viena em 20 de janeiro 1707. Sepultado na igreja de São Salvador, Poszont (Pressburg).